# All Wound Up
All Wound Up es la primera grabación de estudio de la banda de heavy metal Godsmack, lanzado independientemente por EK records el 28 de julio de 1997 y producido por el propio Sully Erna, líder de la agrupación. 

## Lista de temas
1. "Moon Baby" – 4:22
2. "Immune" – 4:47
3. "Time Bomb" – 3:56
4. "Keep Away " – 5:05
5. "Situation" – 5:31
6. "Stress" – 5:02
7. "Bad Religion" – 3:39
8. "Get Up, Get Out!" – 5:31
9. "Now or Never" – 5:04
10. "Going Down" – 3:29
11. "Voodoo" – 8:02

Bonus Newbury Comics CD
1. "Whatever" – 3:24

## Créditos
- Sully Erna - Voz, guitarra, batería
- Tony Rombola - Guitarra solista, segundas voces
- Robbie Merrill - Bajo
  - Joe D'arco - (Batería para el primer tour)
  - Tommy Stewart - (Batería para el segundo tour)

- Datos: Q2722745